# 円盤投

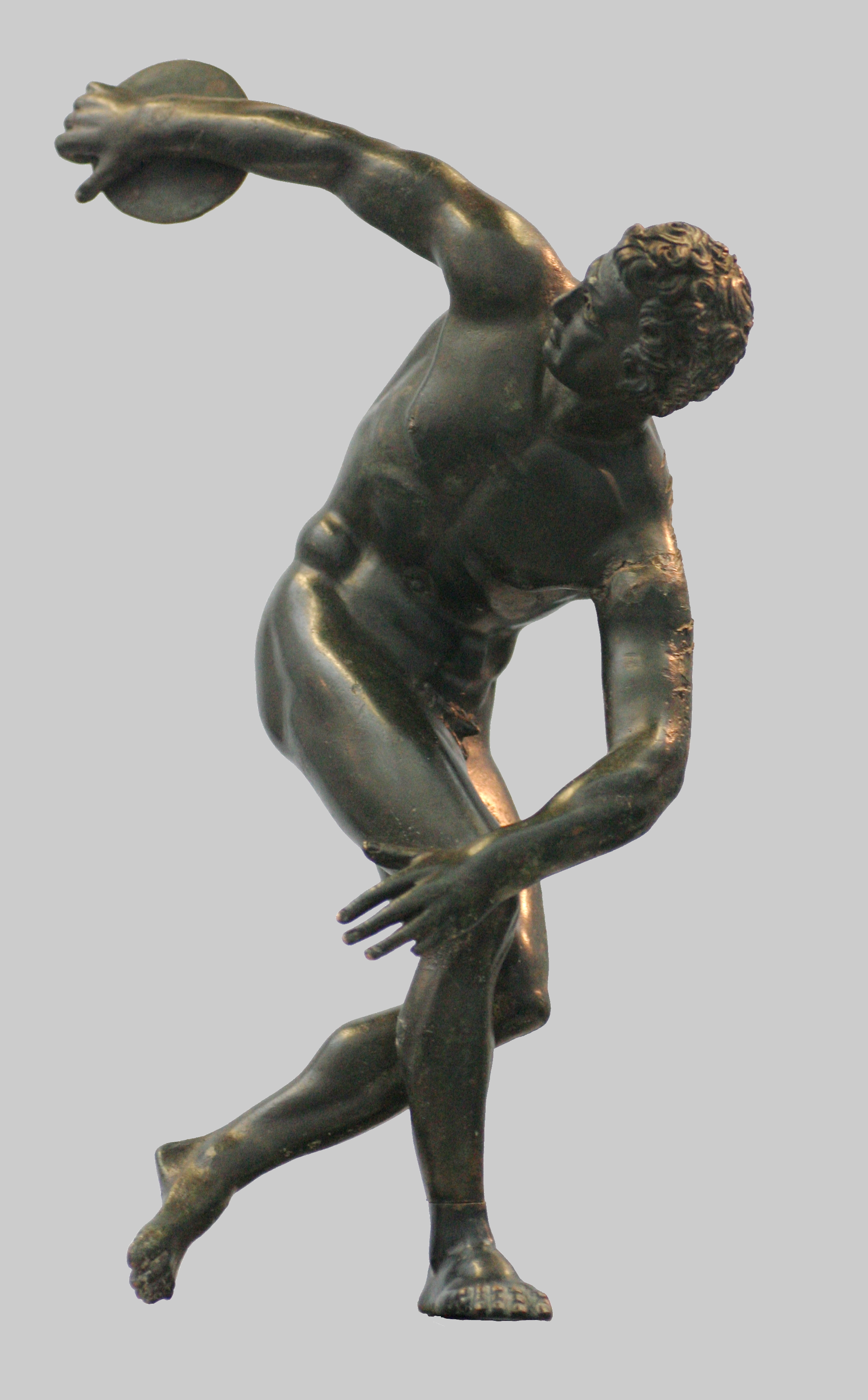
ミュロン作「円盤投」（2世紀頃の縮小複製、グリュプトテーク蔵

円盤投（えんばんなげ、英語: discus throw）は、陸上競技の投擲競技に属する種目で、円盤を遠くに投げる能力を競う競技である。
陸上競技における正しい表記は円盤投であるが、学校教育や新聞記事など陸上競技関係者以外が多く関わる場面では円盤投げと表記されることもある。

## 起源

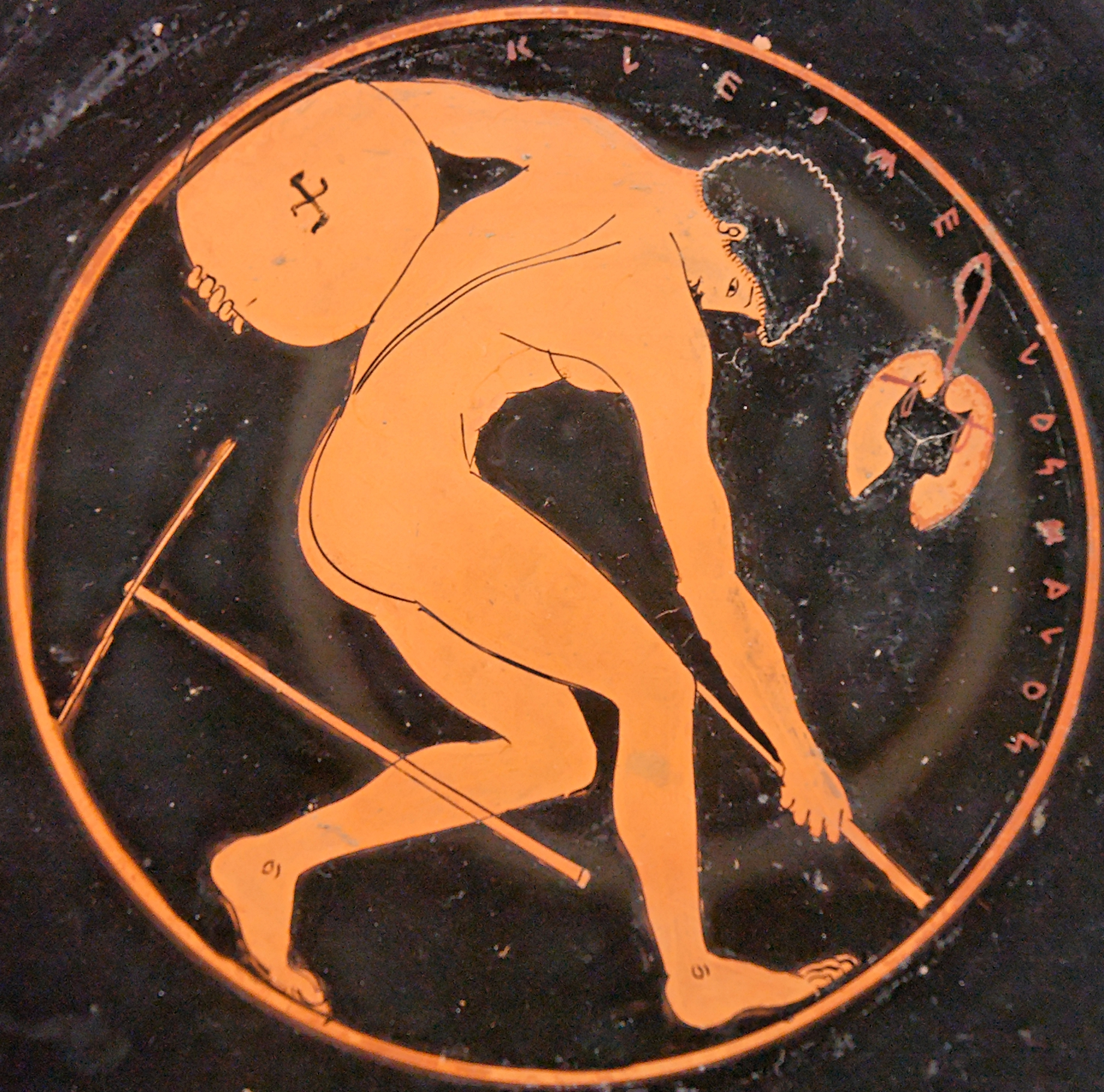
古代ギリシャの陶器に描かれた、円盤投げをする若い男（紀元前510年～500年、ルーブル美術館蔵）

やり投と同じく、古代オリンピックから種目だったとされる。また、もう一つの起源としてネアンデルタール人のムスティエ文化の中でも円盤型の石が使用されていたことが確認されている。

## ルール
2.5メートルの円形の場所（サークル）から投げ、水平面34.92度の角度のライン内に入ったものだけが有効試技（良し）となり、ラインに触れる、またはサークル外（サークルの1.25mにあるライン前）に出る、もしくはラインの後ろからであっても投げた勢いを殺せずそのままサークルから出てしまうと無効試技（ファール）となる。
また、円盤投では落ちた地点にペグ（地面に突き刺し、選手・審判にどこに落ちたかをわからせる道具。数字が書かれている。）を使うこともある（特に高校・中学校の大会で多い）。

## 重さ
- 一般男子：2キログラム
- 一般女子：1キログラム
- 高校男子：1.75キログラム（旧1.5キログラム）
- 高校女子：1キログラム
- 世界ジュニア規格男子：1.75キログラム
- 中学男子：1.5キログラム（2012年度から1.5キログラムに変更された。それ以前は1キログラムで試技されていた。）
- 中学女子：1キログラム

## 男子・記録
| 記録           | 距離   | 名前               | 所属                        | 日付           | 大会名                         |
| -------------- | ------ | ------------------ | --------------------------- | -------------- | ------------------------------ |
| 世界           | 75m56  | ミコラス・アレクナ | リトアニア                  | 2025年4月13日  | オクラホマ・スローシリーズ     |
| アジア         | 69m32  | エサン・ハダディ   | イラン                      | 2008年6月3日   |                                |
| 日本           | 64m48  | 湯上剛輝           | トヨタ自動車                | 2025年4月28日  | オクラホマ・スロー・チャレンジ |
| 学生           | 60m69  | 幸長慎一           | 四国大学院(M2)              | 2021年5月29日  | 徳島県チャレンジ記録会         |
| Jr日本(1.75kg) | 58ｍ80 | 安藤夢             | 東海大学(2)                 | 2016年6月6日   | アジアジュニア                 |
| Jr日本(2.00kg) | 54ｍ92 | 安藤夢             | 東海大学(2)                 | 2016年5月4日   | 東海大競技会                   |
| 高校(1.5kg)    | 61m53  | 堤雄司             | 北海道札幌拓北高等学校(3)   | 2007年6月22日  | 北海道高校総体                 |
| 高校(1.75kg)   | 58m38  | 山下航生           | 岐阜市立岐阜商業高等学校(3) | 2018年10月20日 | U20日本選手権                  |
| 中学(1.0kg)    | 69m08  | 石山歩             | 福崎町立福崎東中学校(3)     | 2011年7月21日  | 中播地区中学総体               |
| 中学(1.5kg)    | 51m49  | 大谷勇翔           | 河南陸上クラブ(3)           | 2024年7月7日   | 大阪府中学通信                 |

## 女子・記録
| 記録   | 距離  | 名前                   | 所属                                         | 日付           | 大会名             |
| ------ | ----- | ---------------------- | -------------------------------------------- | -------------- | ------------------ |
| 世界   | 76m80 | ガブリエレ・ラインシュ | 東ドイツ                                     | 1988年7月9日   |                    |
| アジア | 71m68 | 肖艶玲                 | 中国                                         | 1992年3月14日  |                    |
| 日本   | 60m72 | 郡菜々佳               | サトウ食品新潟アルビレックスランニングクラブ | 2024年8月3日   | 九州共立大学競技会 |
| 学生   | 59m03 | 郡菜々佳               | 九州共立大学(3)                              | 2019年3月23日  | 九州共立大学競技会 |
| Jr日本 | 55m53 | 齋藤真希               | 東京女子体育大学(2)                          | 2020年10月25日 | 北九州カーニバル   |
| 高校   | 54m00 | 齋藤真希               | 山形県立鶴岡工業高等学校(3)                  | 2019年3月29日  | 東海大種目別競技会 |
| 中学   | 44m57 | 齋藤真希               | 庄内町立余目中学校(3)                        | 2015年10月10日 | 酒田市秋季記録会   |

## 男子・世界歴代10傑
| 位 | 距離  | 名前                       | 所属           | 日付          |
| -- | ----- | -------------------------- | -------------- | ------------- |
| 1  | 75m56 | ミコラス・アレクナ         | リトアニア     | 2025年4月13日 |
| 2  | 74m78 | マシュー・デニー           | オーストラリア | 2025年4月13日 |
| 3  | 74m08 | ユルゲン・シュルト         | 東ドイツ       | 1986年6月6日  |
| 4  | 73m88 | ウィルギリウス・アレクナ   | リトアニア     | 2000年8月3日  |
| 5  | 73m38 | ゲルド・カンテル           | エストニア     | 2006年9月4日  |
| 6  | 72m36 | クリスティアン・チェフ     | スロベニア     | 2025年5月31日 |
| 7  | 72m01 | ラルフォード・マリングス   | ジャマイカ     | 2025年8月16日 |
| 8  | 71m86 | ユーリ・ドゥムチェフ       | ソビエト連邦   | 1983年5月29日 |
| 8  | 71m86 | ダニエル・スタール         | スウェーデン   | 2019年6月29日 |
| 10 | 71m84 | ピョートル・マラチョフスキ | ポーランド     | 2013年6月8日  |

## 女子・世界歴代10傑
| 位 | 距離  | 名前                   | 所属             | 日付          |
| -- | ----- | ---------------------- | ---------------- | ------------- |
| 1  | 76m80 | ガブリエレ・ラインシュ | 東ドイツ         | 1988年7月9日  |
| 2  | 74m56 | ズデンカ・シルハバ     | チェコスロバキア | 1984年8月26日 |
| 2  | 74m56 | イルケ・ヴィルダ       | 東ドイツ         | 1989年7月23日 |
| 4  | 74m08 | ディアナ・ガンスキー   | 東ドイツ         | 1987年7月20日 |
| 5  | 73m52 | バラリー・オールマン   | アメリカ合衆国   | 2025年4月15日 |
| 6  | 73m36 | イリーナ・メシンスキ   | 東ドイツ         | 1984年8月17日 |
| 7  | 73m28 | ガリーナ・サヴィンコワ | ソビエト連邦     | 1984年9月8日  |
| 8  | 73m22 | ツベタンカ・フリストワ | ブルガリア       | 1987年4月19日 |
| 9  | 73m10 | ギゼラ・バイヤー       | 東ドイツ         | 1984年7月20日 |
| 10 | 73m09 | ヤイメ・ペレス         | キューバ         | 2024年4月13日 |

## 男子・日本歴代10傑
| 位 | 距離  | 名前       | 所属             | 日付          |
| -- | ----- | ---------- | ---------------- | ------------- |
| 1  | 64m48 | 湯上剛輝   | トヨタ自動車     | 2025年4月28日 |
| 2  | 62m59 | 堤雄司     | ALSOK群馬        | 2020年3月27日 |
| 3  | 62m52 | 幸長慎一   | 四国大学職       | 2023年4月8日  |
| 4  | 60m22 | 川崎清貴   | 大昭和製紙       | 1979年4月22日 |
| 5  | 60m10 | 畑山茂雄   | ゼンリン         | 2007年6月3日  |
| 6  | 59m95 | 北原博企   | 新潟医療福祉大学 | 2024年6月16日 |
| 7  | 58m53 | 米沢茂友樹 | オリコ陸上部     | 2017年6月25日 |
| 8  | 58m36 | 知念豪     | ゼンリン         | 2016年6月26日 |
| 9  | 58m08 | 山崎祐司   | 竜ヶ崎一高教     | 1986年4月12日 |
| 10 | 57m18 | 小林志郎   | 新潟日報社       | 2009年6月25日 |

## 女子・日本歴代10傑
| 位 | 距離  | 名前       | 所属                                         | 日付           |
| -- | ----- | ---------- | -------------------------------------------- | -------------- |
| 1  | 60m72 | 郡菜々佳   | サトウ食品新潟アルビレックスランニングクラブ | 2024年8月3日   |
| 2  | 58m62 | 室伏由佳   | ミズノ                                       | 2007年5月13日  |
| 3  | 58m47 | 齋藤真希   | 東海大学院                                   | 2024年3月30日  |
| 4  | 56m51 | 中西美代子 | ミキハウス                                   | 2000年10月18日 |
| 5  | 56m08 | 北森郁子   | 添上高教                                     | 1987年6月13日  |
| 6  | 55m17 | 山口智子   | 呉市体育振興                                 | 2005年10月2日  |
| 7  | 54m46 | 辻川美乃利 | 筑波大学院                                   | 2019年5月1日   |
| 8  | 54m22 | 髙橋亜弓   | 筑波大学院                                   | 2012年9月12日  |
| 9  | 54m05 | 川口紅音   | 第一学院高等学校                             | 2022年3月26日  |
| 10 | 53m67 | 池田理恵   | 原町高教                                     | 2001年4月22日  |

## 五輪・世界選手権における日本人入賞者
| 年   | 大会                                     | 開催国       | 選手名     | 成績 | 記録  |
| ---- | ---------------------------------------- | ------------ | ---------- | ---- | ----- |
| 1936 | 第11回オリンピック競技大会（ベルリン）   | ドイツ国     | 中村コウ   | 4位  | 38m24 |
| 1936 | 第11回オリンピック競技大会（ベルリン）   | ドイツ国     | 峰島秀     | 5位  | 37m35 |
| 1952 | 第15回オリンピック競技大会（ヘルシンキ） | フィンランド | 吉野トヨ子 | 4位  | 43m81 |

- 現在日本においては、男女ともに選手層の薄い種目の一つであるが、戦前のベルリンオリンピックでは、女子で中村コウが4位、峰島秀が5位と2名の入賞者を出し、ヘルシンキオリンピックでは吉野トヨ子が4位入賞したことがあるかつての日本女子投擲伝統の種目でもある。女子は1928年から日本記録として公認されている[1]。 男子では、荒木紀一（中央大学）が唯一1964年東京オリンピック代表候補選手に選出されている。